# Didaphne cyanomela
Didaphne cyanomela är en fjärilsart som beskrevs av Berthold Neumoegen 1894. Didaphne cyanomela ingår i släktet Didaphne och familjen björnspinnare. Inga underarter finns listade i Catalogue of Life.